# Teatro Nazionale di Bucarest
Il Teatro Nazionale "Ion Luca Caragiale" di Bucarest (in lingua rumena Teatrul Național "Ion Luca Caragiale" din București), conosciuto anche come Teatro Nazionale di Bucarest, abbreviato in TNB, è uno dei teatri nazionali gestiti dal Ministero della cultura con sede nella capitale rumena. Dal 1952 porta il nome del commediografo Ion Luca Caragiale.

## Storia

### Il vecchio edificio

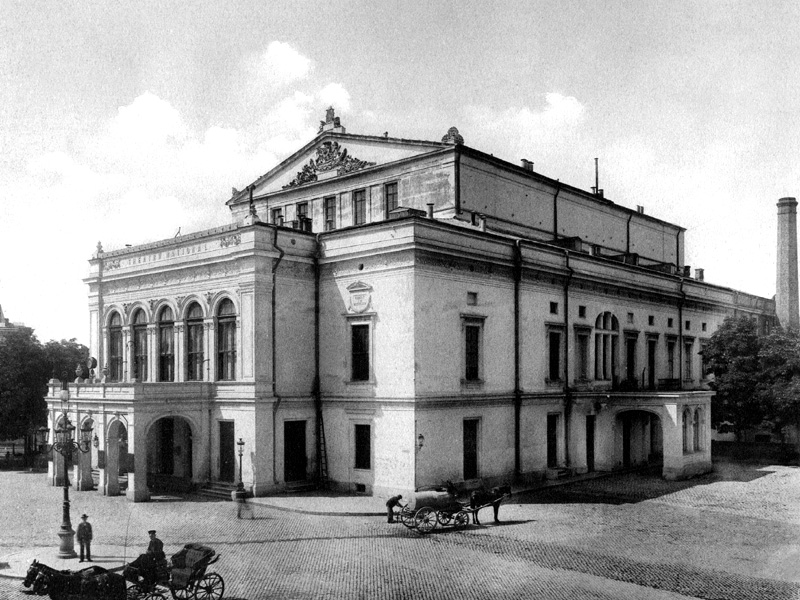
Il vecchio edificio del Teatro Nazionale di Bucarest.

Nel 1836, la Società Filarmonica (Societatea Filarmonica), un'associazione culturale fondata da Ion Heliade Rădulescu e Ion Câmpineanu, comprò la locanda chiamata Hanul Câmpinencii, per erigere quello che sarebbe diventato il teatro nazionale. I lavori di costruzione di un primo edificio in stile barocco sito in Calea Victoriei furono approvati dal principe Alexandru II Ghica nel 1840 e iniziarono nel 1848, seguendo il progetto dell'architetto viennese Joseph Heft. Fu aperto al pubblico nel 1852 con il nome di Gran teatro di Bucarest (Teatrul cel Mare din București) e il suo primo direttore fu Costache Caragiale. La prima rappresentazione ebbe luogo il 31 dicembre 1852. Divenuto un'istituzione statale solamente nel 1864 su decreto del primo ministro Mihail Kogălniceanu, fu ufficialmente chiamato Teatro Nazionale a partire dal 1875, quando il direttore era Alexandru Odobescu.
L'edificio fu completamente raso al suolo il 24 agosto 1944, nel corso dei bombardamenti nazisti su Bucarest.

### Il nuovo edificio
In seguito alla distruzione della sua sede storica, la compagnia del teatro continuò le proprie attività in altre sale teatrali della città. Nel 1952 questa fu intitolata al commediografo Ion Luca Caragiale.
Il progetto per la costruzione di un nuovo edificio fu presentato nel 1964 dagli architetti Horia Maicu, Romeo Belea e Nicolae Cucu. Il teatro, in stile modernista, fu inaugurato il 20 dicembre 1973 alla presenza di Nicolae ed Elena Ceaușescu nella nuova sede adiacente Piazza Università (Piața Universității), a circa 500 metri dall'ubicazione del vecchio edificio, e aveva tre sale per le rappresentazioni: Sala Mare, Sala Mică e Sala Atelier.
Il teatro non subì danni nel corso del terremoto di Vrancea del 1977, ma nel 1978 un incendio devastò la Sala Mare, evento che spinse il presidente Ceaușescu a chiedere il suo ampliamento fino a 1.200 posti e la costruzione di una loggia ufficiale. Nel 1983, al fianco dei lavori effettuati nella Sala Mare, la facciata del teatro, rimasta incompleta dalla sua costruzione, fu completamente rivista secondo dei dettami più vicini al classicismo socialista per volere del dittatore rumeno.
La rivoluzione del 1989 interruppe la pluriventennale direzione di Radu Beligan, che nel 1990 fu sostituito da Andrei Șerban.
Nel 2010 furono avviati ampi lavori di rinnovamento, costati oltre 60 milioni di euro, che portarono alla sua completa ristrutturazione. Questo fu inaugurato nel novembre 2014 dal Primo ministro Victor Ponta e dal direttore dell'istituzione Ion Caramitru. Oltre alle tre sale preesistenti, che furono riviste nel numero di posti (la Sala Mare poteva ospitare 900 persone, la Sala Mică 250, la Sala Atelier 300), ne furono create altre quattro (Sala Studio con una capienza di 598 posti, Sala Pictura di 286, Sala Media, più un anfiteatro all'aperto), oltre a diversi spazi espositivi e ricreativi.

## Direttori
Di seguito la lista dei direttori del TNB:
- Costache Caragiale e Ioan A.Wachmann (1852 – 1853)
- Costache Caragiale (1853 - 1855)
- Matei Millo (1855 - 1859)
- Constantin Alexandru Rosetti (1859 - 1860)
- Direzione del comitato del teatro (1860 - 1861)
- Matei Millo (1861 - 1866)
- Costache Dimitriade (1866 - 1867)
- Matei Millo e Mihail Pascaly (1867 - 1868)
- Grigore Bengescu (1868 - 1870)
- Matei Millo (1870 - 1871)
- Mihail Pascaly (1871 - 1874)
- Società drammatica (1874 - 1875)
- Alexandru Odobescu (1875 - 1876)
- Mihail Pascaly (1876 - 1877)
- Ion Ghica (1877 - 1881)
- Constantin Cornescu (1881 – 1882)
- Grigore C. Cantacuzino (1882 - 1887)
- Constantin I. Stăncescu (1887 - 1888)
- Ion Luca Caragiale (1888 – 1889)
- Grigore C. Cantacuzino (1889 - 1898)
- Grigore C. Cantacuzino e Petre Grădișteanu (1898 - 1899)
- Scarlat Ghica (1899 – 1901)
- Ștefan Sihleanu (1901 - 1905)
- Alexandru Davila (1905 – 1908)
- Pompiliu Eliade (1908 – 1911)
- Ion Bacalbașa (1911 – 1912)
- Alexandru Davila, I. A. Brătescu-Voinești e George Diamandi (1912 - 1914)
- George Diamandi (1914 – 1915)
- Alexandru Mavrodi (1915 - 1916)
- Occupazione tedesca (1917 - 1918)
- Constantin Rădulescu-Motru e Ion Peretz (1918 - 1919)
- Ion Peretz e Victor Eftimiu (1919 - 1920)
- Victor Eftimiu (1920 - 1921)
- Victor Eftimiu e Alexandru Mavrodi (1921 - 1922)
- Alexandru Mavrodi (1922 - 1923)
- Ion Valjan (1923 - 1924)
- Corneliu Moldovanu e Ion Minulescu (1924 - 1925)
- Corneliu Moldovanu e Alexandru Hodos (1925 - 1927)
- Corneliu Moldovanu (1927 - 1928)
- Corneliu Moldovanu e Liviu Rebreanu (1928 - 1929)
- Liviu Rebreanu e Victor Eftimiu (1929 - 1930)
- Ion Grigore Periețeanu e Alexandru Mavrodi (1930 - 1931)
- Alexandru Mavrodi (1931 - 1933)
- Alexandru Mavrodi e Paul Prodan (1933 - 1934)
- Paul Prodan (1934 - 1937)
- Paul Prodan e Ion Marin Sadoveanu (1937 - 1938)
- Ion Marin Sadoveanu e Camil Petrescu (1938 - 1940)
- Ion Marin Sadoveanu, Haig Acterian e Liviu Rebreanu (1940 - 1941)
- Liviu Rebreanu (1941 - 1944)
- Victor Eftimiu, Nicolae Carandino e Tudor Vianu (1944 – 1945)
- Ion Pas (1945 - 1946)
- Ion Pas e Zaharia Stancu (1946 - 1947)
- Zaharia Stancu (1947 - 1952)
- Ioan Popa (1952 - 1953)
- Vasile Moldoveanu (1953 - 1956)
- Ion Marin Sadoveanu (1956 - 1959)
- Zaharia Stancu (1959 - 1969)
- Radu Beligan (1969 - 1990)
- Andrei Șerban (1990 - 1993)
- Fănuș Neagu (1993 - 1996)
- Ion Cojar (1996 - 2001)
- Dinu Săraru (2001 - 2004)
- Ion Caramitru (dal 2005)